# Vườn quốc gia Świętokrzyski
Vườn quốc gia Świętokrzyski (tiếng Ba Lan: Świętokrzyski Park Narodowy) là một công viên quốc gia ở tỉnh Swiętokrzyskie ở miền trung Ba Lan. Nó bao gồm sườn núi cao nhất của dãy núi Świętokrzyskie (Thánh giá) – Łysogory – với hai đỉnh cao nhất: Łysica ở 612 mét (2.008 ft) và Łysa Góra ("Núi hói") ở 595 m (1.952 ft). Nó cũng bao gồm phần phía đông của rặng núi Klonowski và một phần của rặng Pokrzywianski. Công viên có trụ sở tại Bodzentyn.

## Lịch sử
Lịch sử nỗ lực bảo vệ phần này của Ba Lan bắt nguồn từ thời trước Thế chiến I. Năm 1921, khu bảo tồn rừng đầu tiên ở dãy núi Swietokrzyskie đã được tạo ra - đây là khu bảo tồn của Józef Kostyrko trên Chełmowa Góra (1.63   km²). Năm sau, hai phần của Łysogory với tổng diện tích là 3.11   km² cũng được bảo vệ. Năm 1932, diện tích khu bảo tồn được chính thức mở rộng lên 13.47   km², nhưng Vườn quốc gia chưa được thành lập cho đến năm 1950. Diện tích ban đầu của nó là 60.54   km², nhưng nó đã mở rộng tới 76.26 km², trong đó 72,12   km² là rừng. Có 5 khu được bảo vệ nghiêm ngặt với tổng diện tích 17.31   km².

## Phong cảnh
Swiętokrzyskie là những ngọn núi cổ nhất ở Ba Lan, có niên đại 400 – 520 triệu năm. Sự xuất hiện hiện tại của chúng được tạo ra bởi các chuyển động của Trái đất khoảng 300 triệu năm trước. Từ lâu đã có biển ở đây và nhiều bằng chứng về các dạng sống phong phú đã được bảo tồn trong các tảng đá, bao gồm cả dấu vết hóa thạch của động vật và thực vật. Khoảng hai triệu năm trước, dãy núi bị bao phủ bởi một dòng sông băng.

## Hệ thực vật
Công viên nổi tiếng với cây ở đây, trong đó 674 cây được coi là di tích của thiên nhiên và như vậy đang được bảo vệ. Chính quyền của công viên đã quản lý thành công để giới thiệu lại cây thủy tùng ở đây - hiện có khoảng 1300 trong số đó. Hầu hết diện tích của công viên bao phủ bởi rừng cây, chủ yếu là thông và sồi. Cây linh sam có số lượng ít hơn cũng như các khu rừng có đặc tính hỗn hợp gỗ sồi. Trong số các điểm kì lạ ở công viên, chúng ta phải nhấn mạnh đến loài đặc hữu, duy nhất chỉ dành cho khu vực này, loài linh sam vùng hoang dã và khu vực loài thông Ba Lan trên Chełmowa Góra.

## Động vật
Hệ động vật của công viên được đại diện bởi hơn 4000 loài động vật không xương sống và 210 loài đốt sống (bao gồm 187 loài được bảo vệ). Thực tế, một trong những đặc điểm quý giá nhất của đời sống động vật địa phương là nhiều loài to lớn. Chúng thường phát triển mạnh trong các khu vực được bảo vệ nghiêm ngặt và sâu trong rừng.

## Kiến trúc
Ngoài thiên nhiên ra, Công viên và vùng lân cận của nó còn có rất nhiều điều thú vị và độc đáo. Có một số di tích kiến trúc quan trọng, hầu hết trong số đó là nhân vật tế lễ. Thứ quý giá nhất đó là Tu viện Thánh giá Benedictine từ nửa đầu thế kỷ 12, nằm trên đỉnh Lysa Góra. Có thể đây là ví dụ lâu đời nhất về tài liệu bằng văn bản Ba Lan đã được tạo ra - Kazania więtoktrzyskie (Bài giảng Thánh giá). Một điểm thú vị của cảnh quan địa phương là có nhiều nhà nguyện bên đường.
Các ví dụ điển hình khác về kiến trúc nằm ngoài ranh giới của Công viên. Đó là: tu viện nữ tại Św. Katarzyna (1633), nhà thờ tại Bielice (thế kỷ 17) và Bodzentynów (thế kỷ 15), tàn tích của một lâu đài ở Bodzentyn (thế kỷ 14), một phần của thành lũy quanh Łysa Góra (thế kỷ 9) và bảo tàng luyện kim ở Słupia Nowa, nơi cách sản xuất thép cổ được trình bày cho khách du lịch. Công viên có nhiều di tích lịch sử kết nối với các cuộc nổi dậy quốc gia Ba Lan và thời kỳ phát xít Đức chiếm đóng.